# Dobroteasa
Dobroteasa là một xã thuộc hạt Olt, România. Dân số thời điểm năm 2002 là 2163 người.